# Yahya Habeeb
Yahya Hassan Ibrahim Habeeb (arabisch يحيى حسن إبراهيم حبيب, DMG Yaḥyā Ḥasan Ibrāhīm Ḥabīb; * 1. April 1986) ist ein ehemaliger saudischer Leichtathlet, der sich auf den Sprint spezialisiert hat.

## Sportliche Laufbahn
Erste internationale Erfahrungen sammelte Yahya Habeeb im Jahr 2001, als er bei den Jugendweltmeisterschaften in Debrecen mit 11,18 s in der ersten Runde im 100-Meter-Lauf ausschied und auch über 200 m mit 22,55 s nicht über den Vorlauf hinauskam. Im Jahr darauf erreichte er bei den Juniorenweltmeisterschaften in Kingston das Halbfinale über 100 m und verzichtete dann dort auf einen Start. 2003 gewann er dann bei den Jugendweltmeisterschaften im kanadischen Sherbrooke in 10,73 s die Silbermedaille über 100 m und verzichtete dann auf einen Start im 200-Meter-Lauf. Im Jahr darauf gewann er dann auch bei den Juniorenweltmeisterschaften in Ipoh in 10,53 s die Silbermedaille über 100 m und sicherte sich auch mit der saudischen 4-mal-100-Meter-Staffel in 40,54 s die Silbermedaille. Anschließend erreichte er bei den Juniorenweltmeisterschaften in Grosseto das Semifinale über 100 m und schied dort mit 11,37 s aus. 2006 nahm er erstmals an den Asienspielen in Doha teil und siegte dort in 10,32 s auf Anhieb über 100 m und gelangte mit der Staffel nach 40,18 s auf Rang sechs.
2007 siegte er in 10,42 s bei den Arabischen Meisterschaften in Amman über 100 m sowie in 39,53 s auch im Staffelbewerb. Anschließend schied er bei den Asienmeisterschaften ebendort mit 10,36 s im Halbfinale über 100 m aus und klassierte sich mit der Staffel mit 41,05 s auf dem sechsten Platz. Daraufhin startete er über 100 m bei den Asienmeisterschaften in Osaka, kam dort mit 10,65 s aber nicht über die erste Runde hinaus. Dann nahm er an den Hallenasienspielen in Macau im 60-Meter-Lauf teil und erreichte dort das Halbfinale, trat dort aber nicht mehr an. Anschließend siegte er in 39,99 s mit der Staffel bei den Panarabischen Spielen in Kairo. 2009 gelangte er bei den Asienmeisterschaften in Guangzhou bis ins Semifinale über 100 m und schied dort mit 10,65 s aus. Im Jahr darauf nahm er erneut an den Asienspielen ebendort teil und lief dort nach 10,35 s auf dem fünften Platz über 100 m ein und wurde im Staffelbewerb mit 40,01 s Sechster. 2011 erreichte er bei den Militärweltspielen in Rio de Janeiro nach 40,71 s Rang fünf mit der Staffel und anschließend belegte er bei den Arabischen Meisterschaften in Doha in 10,59 s den vierten Platz über 100 m und siegte mit der Staffel in 39,67 s. Im Mai 2012 bestritt er in Riad seinen letzten offiziellen Wettkampf und beendete daraufhin seine aktive sportliche Karriere im Alter von 26 Jahren.
2006 wurde Habeeb saudi-arabischer Meister im 100-Meter-Lauf. 

## Persönliche Bestzeiten
- 100 Meter: 10,28 s (+1,1 m/s), 12. Mai 2006 in Doha
  - 60 Meter (Halle): 6,81 s, 30. Oktober 2007 in Macau
- 200 Meter: 21,07 s (+0,4 m/s), 1. Juli 2005 in Göteborg